# Habsburg–Toscanai Erzsébet Franciska főhercegnő
Habsburg–Toscanai Erzsébet Franciska „Ella” főhercegnő (Elisabeth Franziska Erzherzögin von Österreich-Toskana), (Bécs, 1892. január 27. – Wallsee, 1930. január 29.), osztrák főhercegnő, Mária Valéria főhercegnő leánya, I. Ferenc József császár és király unokája, férjezett nevén Elisabeth Gräfin von Waldburg zu Zeil und Trauchburg.

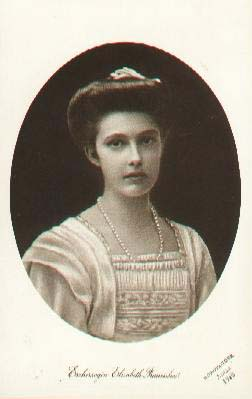
Erzsébet Franciska főhercegnő 1908 körül

## Élete

### Származása, testvérei
Erzsébet Franciska főhercegnő, akit családjában csak „Ellának” neveztek, 1892. január 27-én született Bécsben. Édesapja Ferenc Szalvátor főherceg (1866–1939) volt, Toszkána címzetes hercege, Károly Szalvátor főherceg és a Bourbon-házból való Mária Immakuláta Klementina nápoly–szicíliai királyi hercegnő fia.
Édesanyja Mária Valéria főhercegnő (1868–1924) volt, I. Ferenc József osztrák császár, magyar és cseh király és Erzsébet császárné és királyné legfiatalabb leánya. Erzsébet Franciska volt tíz testvér között az elsőszülött:
- Erzsébet Franciska főhercegnő (1892–1930).
- Ferenc Károly Szalvátor főherceg (1893–1918), aki 1915-ben hadnagyként végzett a hainburgi katonai akadémián. Harcolt Montenegróban, Oroszországban és Romániában, részt vett a belgrádi híd 1916-os újjáépítésében. Utászkapitánnyá léptették elő, spanyolnáthában halt meg az Osztrák–Magyar Monarchia felbomlása után.
- Hubert Szalvátor főherceg (1894–1971), aki Rosemary von Salm-Salm hercegnőt, Emanuel von Salm-Salm főherceg leányát vette feleségül. Katonaként harcolt az első világháborúban, 1917-ben utazást tett keleten, az Oszmán Birodalomban, majd 1919-ben elfogadta a Habsburg-törvényt és lemondott trónigényéről.
- Hedvig főhercegnő (1896–1970), aki Bernhard von Stolberg-Stolberg grófhoz ment feleségül.
- Tivadar (Theodor) Szalvátor (1899–1978) főherceg, aki Maria Theresa von Waldburg zu Zeil und Trauchburg grófnőt vette feleségül.
- Gertrúd főhercegnő (1900–1962), aki Georg von Waldburg zu Zeil und Trauchburg gróf második felesége lett.
- Mária Erzsébet főhercegnő (1901-1936).
- Kelemen (Clemens) Szalvátor főherceg (1904–1979), aki Elisabeth Rességuier de Miremont francia grófnőt vette feleségül; később megkapta az Altenburg hercege címet.
- Matild főhercegnő (1906–1991), aki Ernst Hefelhez ment feleségül.
- Ágnes főhercegnő (*/† 1911), születését követően meghalt.

Mária Valéria főhercegnő a vártnál egy hónappal korábban,1892. január 27-én, Bécsben adott életet első gyermekének, édesanyja, Erzsébet királyné jelenlétében; a királyné lett a keresztanyja is a róla elnevezett gyermeknek, akit Ellának kezdtek becézni, hogy megkülönböztessék egymástól a három Erzsébet nevű unokát, vagyis Gizella főhercegnő, Rudolf trónörökös és Mária Valéria főhercegnő elsőszülöttjét. Erzsébet királyné fia, Rudolf trónörökös halála után – kevés kivételtől eltekintve – szinte már csak fekete ruhát hordott, azonban Mária Valéria gyermekeinek keresztelőjekor néhány órára színeset vett fel, így Erzsébet Franciska keresztelője alkalmából is. Az anyai nagyszülők, Erzsébet királyné és Ferenc József nagyon megszerették Ellát, találkozásaik alkalmával Erzsébet nagyon sokat és örömmel foglalkozott vele. Erzsébet királyné halála után Ferenc József rendszerint Mária Valériával és a családjával töltötte a karácsonyt, az unokák, köztük Ella is, nagyon élvezték ezeket a karácsonyokat.

### Házassága, gyermekei

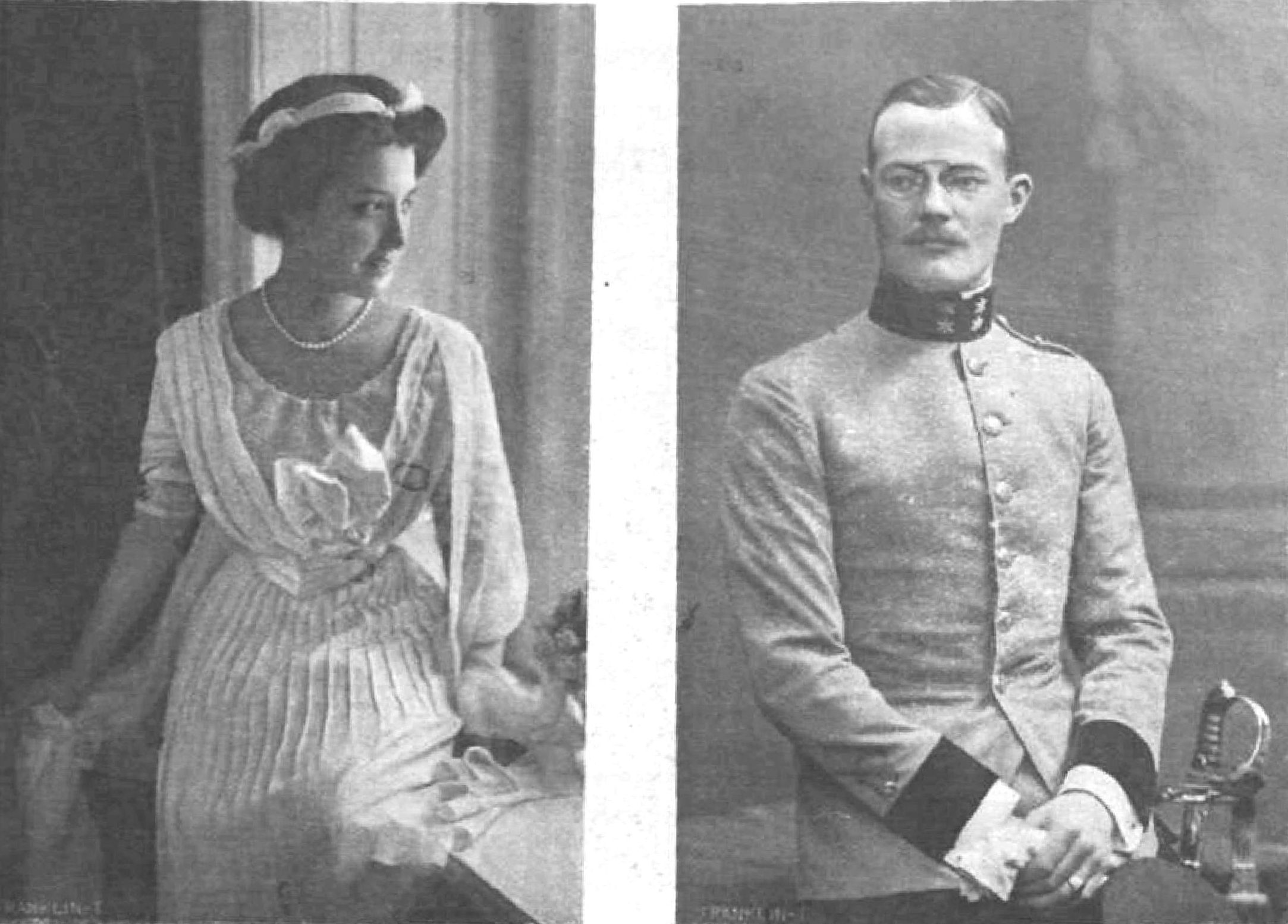
A jegyespár 1912-ben

Erzsébet Franciska Bécsben és Bajorországban, szüleinek Wallsee-i kastélyában élt. 1912. szeptember 12-én Niederwallsee-ben feleségül ment Georg Julius Kaspar von Waldburg zu Zeil und Trauchburg grófhoz (1878–1955). Házasságukból négy gyermek született, akik apjuk rangját örökölték, és a Graf (Gräfin) von Waldburg zu Zeil und Trauchburg címet viselték: 
- Mária Valéria Klementina grófnő (1913–2011), akit a családfák gyakran „II. Mária Valéria” néven említenek, 1936-ban feleségül ment Habsburg–Toscanai György osztrák főherceghez (1905–1952), IV. Ferdinánd toszkánai nagyherceg unokájához.
- Klementina Mária Hedvig grófnő (1914–1941).
- Erzsébet Hedvig Mária grófnő (1917–1979).
- Ferenc József Vid (Vitus) Xavér gróf (1927–2022), aki 1956-ban feleségül vette Priscilla Irene von Schönborn-Wiesentheid grófnőt (* 1934).

„Ella” főhercegnő, Waldburg zu Zeil és Trauchburg grófnéja 1930. január 29-én-ben, három évvel kisfiának születése után, 38 évesen a bajorországi Syrgenstein kastélyban (Hergatz, Allgäu megye) meghalt. Özvegyen maradt férje a gyászév letelte után, 1931. december 29-én feleségül vette Ella húgát, Gertrúd főhercegnőt. Két gyermekük született: Zsófia (1932–2024) és József (* 1934).